# MAN TGS
 (juillet 2016).
Si vous disposez d'ouvrages ou d'articles de référence ou si vous connaissez des sites web de qualité traitant du thème abordé ici, merci de compléter l'article en donnant les références utiles à sa vérifiabilité et en les liant à la section « Notes et références ».
Le MAN TGS  est un camion de distribution et de longues distances produit par le constructeur allemand MAN depuis 2007.
Il est commercialisé en Europe, Afrique et Asie depuis 2007, et en Amérique latine depuis 2011.
En 2014, à la suite des nouvelles normes antipollution Euro 6, toutes les motorisations ont été remaniées. La cabine a également fait l'objet d'un remaniement, elle se nomme maintenant Efficient Line 2.